# Ермолинская (Шенкурский район)
Ермолинская — деревня в Шенкурском районе Архангельской области. Входит в состав муниципального образования «Сюмское».

## География
Деревня расположена в 69 км на северо-запад от города Шенкурска, на правом берегу реки Сюма, притока Ваги. Ближайшими населёнными пунктами являются: на западе деревня Клемушино, на востоке нежилая деревня Нижнелукинская.

## Население
| 2002 | 2010 | 2012 |
| ---- | ---- | ---- |
| 3    | →3   | ↘1   |

## Инфраструктура
В 24 километрах от деревни проходит федеральная автомобильная дорога М8.

## История
Указана в «Списке населённых мест Архангельской губернии к 1905 году» как деревня Ермолинская (Монастырекъ). Насчитывала 11 дворов, 41 мужчину и 37 женщин. В административном отношении деревня входила в состав Устьсюмского сельского общества Предтеченской волости Шенкурского уезда.
1 января 1908 году деревня оказалась в составе новой Устьсюмской волости, которая выделилась из Предтеченской. На 1 мая 1922 года в поселении 14 дворов, 41 мужчина и 44 женщины.

## Русская православная церковь
Часовня Георгия Победоносца Объект культурного наследия № 2900571000  — деревянная, обшитая тёсом, часовня клетского типа, построенная в 1732 году. Четвериковый сруб с двускатной крышей. В северо-восточном углу расположен небольшой сруб молитвенного помещения. С запада расположено одноисходное крыльцо также перекрытое двухскатной кровлей. Учитывая редкие архитектурные приёмы, часовня представляет собой образец северного русского деревянного зодчества. В период с 2014 по 2018 годы проводилась реставрация на средства и силами общественных организаций.